# Aeshna
Aeshna là một chi chuồn chuồn trong họ Aeshnidae.

## Các loài

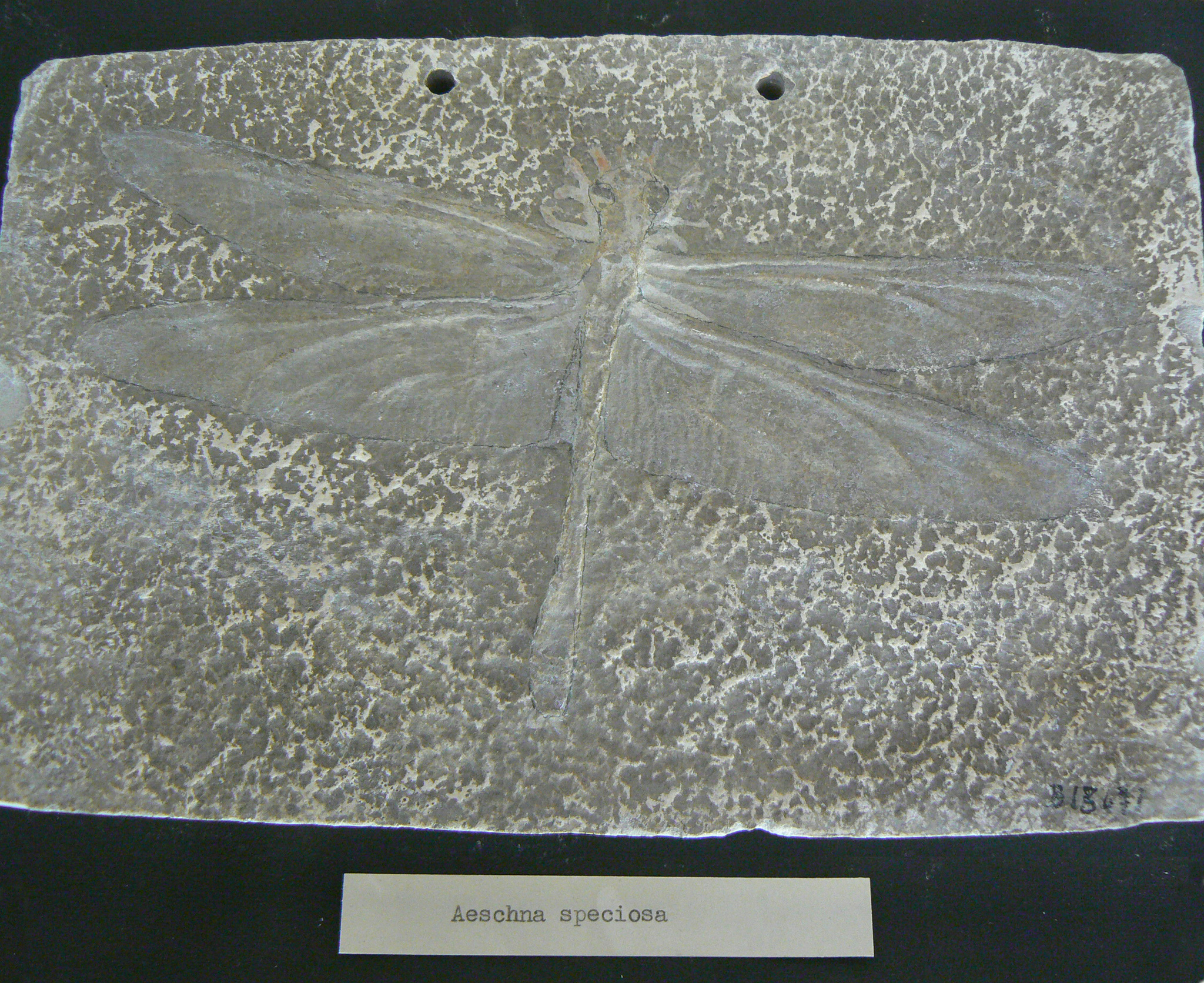
hóa thạchAeshna speciosa

Chi này gồm các loài:
- Aeshna affinis Van der Linden, 1820[2][3]
- Aeshna athalia Needham, 1930
- Aeshna baicalensis Belyshev, 1964
- Aeshna caerulea (Ström, 1783)[2]
- Aeshna canadensis Walker, 1908[4]
- Aeshna clepsydra Say, 1839[4]
- Aeshna constricta Say, 1839[4]
- Aeshna crenata Hagen, 1856[3]
- Aeshna cyanea (Müller, 1764)[2][3]
- Aeshna ellioti Kirby, 1896[5]
- Aeshna eremita Scudder, 1866[4]
- Aeshna flavifrons Lichtenstein, 1976
- Aeshna frontalis Navás, 1936
- Aeshna grandis (Linnaeus, 1758)[2][6]
- Aeshna interrupta Walker, 1908[4]
- Aeshna isoceles - Norfolk Hawker
- Aeshna juncea (Linnaeus, 1758)[2][3][4][6]
- Aeshna lucia Needham, 1930
- Aeshna meruensis Sjöstedt, 1909
- Aeshna minuscula McLachlan, 1896[7]
- Aeshna mixta Latreille, 1805[2]
- Aeshna moori Pinhey, 1981
- Aeshna nigroflava Martin, 1908
- Aeshna osiliensis Mierzejewski, 1913
- Aeshna palmata Hagen, 1856[4]
- Aeshna persephone Donnelly, 1961[4]
- Aeshna petalura Martin, 1909
- Aeshna rileyi Calvert, 1892
- Aeshna scotias Pinhey, 1952
- Aeshna septentrionalis Burmeister, 1839[4]
- Aeshna serrata Hagen, 1856[3]
- Aeshna sitchensis Hagen, 1861[4]
- Aeshna subarctica Walker, 1908[3][8]
- Aeshna subpupillata McLachlan, 1896[9]
- Aeshna tuberculifera Walker, 1908[4]
- Aeshna umbrosa Walker, 1908[4]
- Aeshna undulata Bartenev, 1930
- Aeshna verticalis Hagen, 1861[4]
- Aeshna viridis Eversmann, 1836[3]
- Aeshna walkeri Kennedy, 1917[4]
- Aeshna williamsoniana Calvert, 1905[10]
- Aeshna wittei Fraser, 1955
- Aeshna yemenensis Waterston, 1985